# Waldemar Rode
Waldemar Rode (ur. 13 sierpnia 1891 w Łodzi, zm. 1983) – niemiecki fotograf związany z Łodzią.

## Życiorys
Rodzina Rodego wyemigrowała z Niemiec na początku XIX w. Jego ojciec – sukiennik zmarł w 1894. Matka wówczas podjęła pracę jako krawcowa. Rode po ukończeniu szkoły pracował w gospodarstwie rolnym swoich dziadków, a także był pracownikiem zakładów włókienniczych Ludwika Grohmanna. W 1910 wyjechał z Łodzi do Berlina do pracy. W 1912 powrócił do Łodzi, a po wybuchu I wojny światowej, ponownie do Niemiec, gdzie pracował jako pomocnik mistrza szewskiego. W 1921 powrócił do Łodzi, gdzie został członkiem Łódzkiego Klubu Miłośników Fotografii oraz podjął pracę w zakładzie fotograficznym. Jego zdjęcia były wystawiane na wystawach i publikowane w polskiej prasie. We wrześniu 1927 był jednym z czterech przedstawicieli ŁKMF reprezentujących klub na I Międzynarodowym Salonie Fotografii Artystycznej w Warszawie. Fotografie Rodego ponadto zaprezentowano w styczniowym numerze „Fotografa Polskiego” z 1927 roku.
W wyniku wybuchu II wojny światowej przejął zakład przy ul. J. Kilińskiego 146, należący do jego mentora, Władysława Grabowskiego, dla którego wcześniej pracował. Zakład prowadził przez całą wojnę przenosząc go jeszcze w 1939 do pobliskiego obszerniejszego lokalu przy ul. J. Kilińskiego 151. W 1939 wraz z fotografem Alfredem Kissem utworzył archiwum fotograficzne, które miało na celu rejestrować obecność Niemców w Polsce, o nazwie Archiv Ostlandbild, które gromadziło zdjęcia Łodzi i okolic. Ponadto obaj fotografowie pracowali razem dla Łódzkiego Niemieckiego Stowarzyszenia Szkolno-Oświatowego (Lodzer deutschen Schul- und Bildungsverein – SBV), w ramach którego Rode odbywał podróże po Europie Wschodniej.
W 1945 podczas ucieczki z miasta wyjechał z rodziną kolejno do Guben, Cottbus, Wittenbergi, Harburga, Basbeck, Lamstedt i Armstorf, gdzie otrzymali mieszkanie. W 1947 ponownie zajął się fotografią. W 1954 przeniósł się do Basbeck (obecnie część Hemmoor), gdzie założył mały zakład fotograficzny, który prowadził do 1961 roku. W 1961 przeniósł się z rodziną do Hamburga, a w 1972 ponownie do Basbeck, do córki, która opiekowała się nim do śmierci.
Fotografie autorstwa Waldemara Rode znajdują się w zasobach Martin-Opitz-Bibliothek w Herne, Wojewódzkiej Biblioteki Publicznej w Łodzi, natomiast materiały z Archiv Ostlandbild znajdują się w Bibliotece Cyfrowej przy Wojewódzkiej Bibliotece Publicznej w Łodzi. W 1983 fotografie Rodego były publikowane na łamach periodyku Ziomkostwa Wisły-Warty, a w 2023 prezentowane w Mediatece MeMo w Łodzi.